# ۱۵۸ (میلادی)
۱۵۸ (میلادی) صد و پنجاه و هشتمین سال تقویم میلادی است.

## درگذشتگان
‎